# Marzellspitze
Marzellspitze lub Östliche Marzellspitze (wł. Punta di Marzèl) – szczyt w Alpach Ötztalskich, części Centralnych Alp Wschodnich. Leży na granicy między Austrią (Tyrol) a Włochami (Południowy Tyrol). Jest to dziewiąty co do wysokości szczyt Alp Ötztalskich. Od północy szczyt przykrywa lodowiec Marzellferner, a od północnego wschodu Schalfferner. Są jeszcze dwa szczyty noszące nazwę Marzellspitze, są to Mittlere Marzellspitze (3530 m) i Westliche Marzellspitze (3540 m).
Szczyt można zdobyć drogami ze schroniska Martin-Busch-Hütte (2501 m). Pierwszego wejścia dokonali H. Pinggera i V. Hecht 24 lipca 1872 r.